# Маріо Варльєн
Маріо Варльєн (італ. Mario Varglien; 26 грудня 1905, Рієка — 11 серпня 1978) — колишній італійський футболіст, півзахисник. По завершенні ігрової кар'єри — футбольний тренер.
Як гравець насамперед відомий виступами за клуб «Ювентус».
П'ятиразовий чемпіон Італії. Дворазовий володар Кубка Італії. У складі збірної — чемпіон світу.

## Клубна кар'єра
Вихованець футбольної школи клубу «Олімпія Фіуме». Дорослу футбольну кар'єру розпочав в основній команді того ж клубу.
Згодом з 1926 по 1928 рік грав у складі команд клубів «Фіумана» та «Про Патрія».

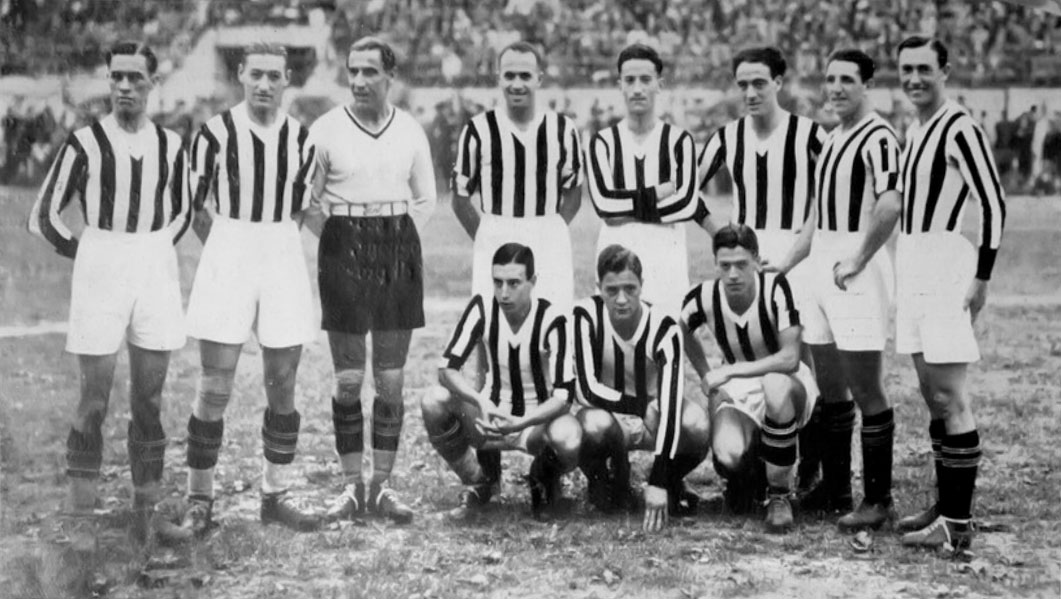
«Ювентус» сезону 1930/31. Варльєн стоїть крайній справа.

Своєю грою за останню команду привернув увагу представників тренерського штабу клубу «Ювентус», до складу якого приєднався 1928 року. Відіграв за «стару синьйору» наступні чотирнадцять сезонів своєї ігрової кар'єри. Більшість часу, проведеного у складі «Ювентуса», був основним гравцем команди. За цей час п'ять разів виборював титул чемпіона Італії, ставав володарем Кубка Італії (двічі).
Завдяки успіхам в національній першості «Ювентус» регулярно виступав у Кубку Мітропи. З 1929 по 1938 рік клуб брав участь у семи розіграшах турніру. Маріо Варльєн зіграв в усіх 32 матчах своєї команди у рамках турніру. Туринська команда п'ять разів доходила до півфіналу, але жодного разу не змогла вийти в фінал. 
Завершив професійну ігрову кар'єру у клубі «Трієстина», за команду якого виступав протягом 1943—1944 років.

## Виступи за збірну
1934 року був залучений до лав національної збірної Італії та включений до складу команди для участі у домашньому для італійців тогорічному чемпіонаті світу, на якому вони здобули титул чемпіона світу. В іграх турніру на поле не виходив. Свою першу і єдину гру за збірну провів наступного року, проти збірної Франції.

## Кар'єра тренера
Розпочав тренерську кар'єру невдовзі по завершенні кар'єри гравця, 1946 року, очоливши тренерський штаб клубу «Трієстина».
Згодом очолював команди клубів «Комо» та «Про Патрія».
Останнім місцем тренерської роботи був клуб «Рома», команду якого Маріо Варльєн очолював як головний тренер до 1954 року.
| Дата       | Місто | Господарі | Результат | Гості   | Турнір           | Голи | Примітки |
| ---------- | ----- | --------- | --------- | ------- | ---------------- | ---- | -------- |
| 17/02/1935 | Рим   | Італія    | 2 – 1     | Франція | товариський матч | -    |          |
| Усього     |       | Матчів    | 1         |         | Голів            | 0    |          |

### Статистика виступів у кубку Мітропи
| №                      | Розіграш               | Стадія                 | Дата та місце проведення | Команда 1              | Рахунок                                            | Команда 2           | Голи та інші дії |
| ---------------------- | ---------------------- | ---------------------- | ------------------------ | ---------------------- | -------------------------------------------------- | ------------------- | ---------------- |
| 1                      | 1929                   | 1/4                    | 23.06.1929, Турин        | Ювентус                | 1:0 [Архівовано 14 жовтня 2020 у Wayback Machine.] | Славія (Прага)      |                  |
| 2                      | 1929                   | 1/4                    | 06.07.1929, Прага        | Славія (Прага)         | 3:0 [Архівовано 15 травня 2021 у Wayback Machine.] | Ювентус             | 62'              |
| 3                      | 1931                   | 1/4                    | 12.07.1931, Турин        | Ювентус                | 2:1 [Архівовано 20 жовтня 2020 у Wayback Machine.] | Спарта (Прага)      |                  |
| 4                      | 1931                   | 1/4                    | 22.07.1931, Прага        | Спарта (Прага)         | 1:0 [Архівовано 21 жовтня 2020 у Wayback Machine.] | Ювентус             |                  |
| 5                      | 1931                   | 1/4 перегр.            | 2.09.1931, Відень        | Спарта (Прага)         | 3:2 [Архівовано 10 серпня 2020 у Wayback Machine.] | Ювентус             |                  |
| 6                      | 1932                   | 1/4                    | 25.06.1932, Турин        | Ювентус                | 4:0 [Архівовано 4 травня 2021 у Wayback Machine.]  | Ференцварош         |                  |
| 7                      | 1932                   | 1/4                    | 03.07.1932, Будапешт     | Ференцварош            | 3:3 [Архівовано 4 травня 2021 у Wayback Machine.]  | Ювентус             |                  |
| 8                      | 1932                   | 1/2                    | 6.07.1932, Прага         | Славія (Прага)         | 4:0 [Архівовано 4 травня 2021 у Wayback Machine.]  | Ювентус             |                  |
| 9                      | 1932                   | 1/2                    | 10.07.1932, Турин        | Ювентус                | 2:0 [Архівовано 17 жовтня 2020 у Wayback Machine.] | Славія (Прага)      |                  |
| 10                     | 1933                   | 1/4                    | 22.06.1933, Будапешт     | Уйпешт                 | 2:4 [Архівовано 3 грудня 2020 у Wayback Machine.]  | Ювентус             |                  |
| 11                     | 1933                   | 1/4                    | 29.06.1933, Турин        | Ювентус                | 6:2 [Архівовано 4 травня 2021 у Wayback Machine.]  | Уйпешт              |                  |
| 12                     | 1933                   | 1/2                    | 09.07.1933, Відень       | Аустрія (Відень)       | 3:0 [Архівовано 4 травня 2021 у Wayback Machine.]  | Ювентус             |                  |
| 13                     | 1933                   | 1/2                    | 16.07.1933, Турин        | Ювентус                | 1:1 [Архівовано 4 травня 2021 у Wayback Machine.]  | Аустрія (Відень)    |                  |
| 14                     | 1934                   | 1/8                    | 17.06.1934, Турин        | Ювентус                | 4:2 [Архівовано 15 квітня 2021 у Wayback Machine.] | Тепліцер            |                  |
| 15                     | 1934                   | 1/8                    | 24.06.1934, Тепліце      | Тепліцер               | 0:1 [Архівовано 16 квітня 2021 у Wayback Machine.] | Ювентус             |                  |
| 16                     | 1934                   | 1/4                    | 01.07.1934, Будапешт     | Уйпешт                 | 1:3 [Архівовано 29 квітня 2021 у Wayback Machine.] | Ювентус             |                  |
| 17                     | 1934                   | 1/4                    | 08.07.1934, Турин        | Ювентус                | 1:1 [Архівовано 1 травня 2021 у Wayback Machine.]  | Уйпешт              |                  |
| 18                     | 1934                   | 1/2                    | 25.07.1934, Відень       | Адміра (Відень)        | 3:1 [Архівовано 4 травня 2021 у Wayback Machine.]  | Ювентус             |                  |
| 19                     | 1934                   | 1/2                    | 29.07.1934, Генуя        | Ювентус                | 2:1 [Архівовано 18 жовтня 2020 у Wayback Machine.] | Адміра (Відень)     |                  |
| 20                     | 1935                   | 1/8                    | 16.06.1935, Плзень       | Вікторія (Пльзень)     | 3:3 [Архівовано 15 жовтня 2020 у Wayback Machine.] | Ювентус             |                  |
| 21                     | 1935                   | 1/8                    | 23.06.1935, Турин        | Ювентус                | 5:1 [Архівовано 13 жовтня 2020 у Wayback Machine.] | Вікторія (Пльзень)  |                  |
| 22                     | 1935                   | 1/4                    | 30.06.1935, Будапешт     | Хунгарія (Будапешт)    | 1:3 [Архівовано 4 травня 2021 у Wayback Machine.]  | Ювентус             |                  |
| 23                     | 1935                   | 1/4                    | 6.07.1935, Турин         | Ювентус                | 1:1 [Архівовано 4 травня 2021 у Wayback Machine.]  | Хунгарія (Будапешт) |                  |
| 24                     | 1935                   | 1/2                    | 16.07.1935, Прага        | Спарта (Прага)         | 2:0 [Архівовано 4 травня 2021 у Wayback Machine.]  | Ювентус             |                  |
| 25                     | 1935                   | 1/2                    | 21.07.1935, Турин        | Ювентус                | 3:1 [Архівовано 4 травня 2021 у Wayback Machine.]  | Спарта (Прага)      |                  |
| 26                     | 1935                   | 1/2, перегр.           | 28.07.1935, Базель       | Спарта (Прага)         | 5:1 [Архівовано 13 жовтня 2020 у Wayback Machine.] | Ювентус             |                  |
| 27                     | 1938                   | 1/8                    | 26.06.1938, Будапешт     | Хунгарія (Будапешт)    | 3:3 [Архівовано 27 лютого 2021 у Wayback Machine.] | Ювентус             | Капітан команди  |
| 28                     | 1938                   | 1/8                    | 3.07.1938, Турин         | Ювентус                | 6:1 [Архівовано 14 квітня 2015 у Wayback Machine.] | Хунгарія (Будапешт) | Капітан команди  |
| 29                     | 1938                   | 1/4                    | 10.07.1938, Турин        | Ювентус                | 4:2 [Архівовано 8 травня 2013 у Wayback Machine.]  | Кладно              | Капітан команди  |
| 30                     | 1938                   | 1/4                    | 17.07.1938, Кладно       | Кладно                 | 1:2 [Архівовано 17 жовтня 2020 у Wayback Machine.] | Ювентус             | Капітан команди  |
| 31                     | 1938                   | 1/2                    | 24.07.1938, Турин        | Ювентус                | 3:2 [Архівовано 12 травня 2021 у Wayback Machine.] | Ференцварош         | Капітан команди  |
| 32                     | 1938                   | 1/2                    | 31.07.1938, Будапешт     | Ференцварош            | 2:0 [Архівовано 22 квітня 2021 у Wayback Machine.] | Ювентус             | Капітан команди  |
| Всього у кубку Мітропи | Всього у кубку Мітропи | Всього у кубку Мітропи | Всього у кубку Мітропи   | Всього у кубку Мітропи | 32                                                 |                     | 0                |

## Титули і досягнення
- Чемпіон Італії (5):

«Ювентус»:  1930–31, 1931–32, 1932–33, 1933–34, 1934–35
- Володар Кубка Італії (2):

«Ювентус»:  1937–38, 1941–42
- Чемпіон світу (1):

1934